# Powiat Kawanuma
Powiat Kawanuma (jap. 河沼郡 Kawanuma-gun) – powiat w Japonii, w prefekturze Fukushima. W 2024 roku liczył 19 951 mieszkańców.

## Miejscowości
- Aizubange
- Yanaizu
- Yugawa